# Edward Burne-Jones
Edward Coley Burne-Jones [ˈedwəd ˈkɔli bɘ:nˈdʒounz], sir (ur. 28 sierpnia 1833 w Birmingham, zm. 17 czerwca 1898 w Londynie) – angielski malarz i grafik, jeden z czołowych przedstawicieli nurtu prerafaelitów i główny jego propagator w Europie.

## Życiorys

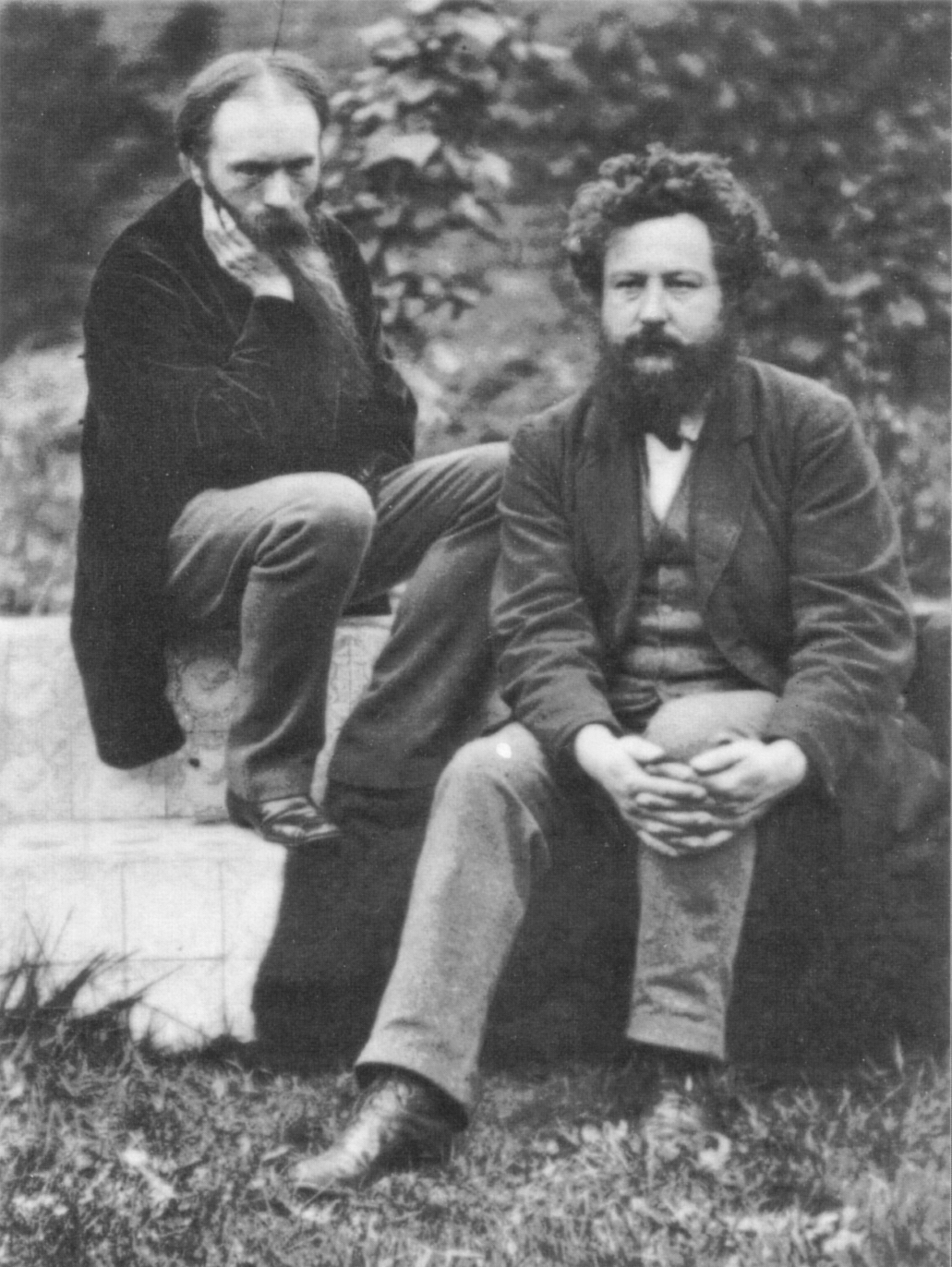
Z Williamem Morrisem w Grange (1874)

Urodził się jako syn skromnego rzemieślnika (ramiarza) Edwarda Richarda Jonesa i Elizabeth Coley, zmarłej kilka dni po porodzie. Jako 11-latek zaczął uczęszczać do rygorystycznej King Edward’s School, wyróżniając się wśród najlepszych uczniów. Zainteresowany tam rysunkiem, uczestniczył potem w zajęciach organizowanych przez miejscową szkołę artystyczną. Przygotowując się zgodnie z życzeniem ojca do stanu duchownego, w 1853 podjął jednak odpowiednie studia w oksfordzkim Exeter College; tam zawarł znajomość z Williamem Morrisem, który pozostał jego dozgonnym przyjacielem. Wspólne poglądy i upodobania skierowały ich obu ku rosnącemu zainteresowaniu sztuką na gruncie pasjonowania się literaturą i historią średniowiecza. Zarazem działania studyjne w tym kierunku przeciwstawiały ich ideowo ówczesnej „cywilizacji przemysłu i maszyn”, będącej zaprzeczeniem estetyzmu.
Po zapoznaniu się w 1854 z Malarzami współczesnymi Johna Ruskina zbliżył się do środowiska prerafaelitów, szczególnie zafascynowany twórczością Gabriela Rossettiego. Niewiele starszy artysta skłonił go do poświęcenia się sztuce i zrezygnowania ze studiów teologicznych, a także uzyskał dla niego pierwsze poważne zamówienia (1857–1860), którymi najczęściej były kartony do witraży o tematyce średniowiecznej. Burne-Jones okazał się w istocie znakomitym samoukiem; choć nigdy nie ukończył regularnych studiów, w ciągu dwudziestu lat z powodzeniem opanował wszystkie techniki malarstwa.
W 1860 r. poślubił Georgianę Macdonald (wzgl. MacDonald, 1840–1920), siostrę dawnego szkolnego kolegi, z którą miał dwoje dzieci: Filipa (ur. 1861) i Margaret (ur. 1866); drugi ich syn (1864) zmarł wkrótce po urodzeniu. Była ona również autorką pierwszej biografii artysty. W 1867 osiadł z rodziną w „Grange”, XVIII-wiecznej siedzibie w londyńskim Fulham. Współpracował stale z firmą rzemiosła artystycznego W. Morrisa, biorąc też udział w wykańczaniu tworzonej przez niego siedziby (tzw. Red House). W 1864 wybrano go członkiem stowarzyszonym Royal Water Colour Society (w 1868 uzyskał pełne członkostwo), w którego galerii (Old Society) wystawiał swe prace, stopniowo zyskując poprawę warunków finansowych i bytowych. W 1871 i 1873 odbył dwie kolejne podróże do Włoch odwiedzonych już jesienią 1859 r. Bezpośrednie zetknięcie ze sztuką mistrzów renesansu (zwłaszcza Botticellego, Mantegny, Michała Anioła) zarówno dostarczyło mu wielu tematów twórczych na przyszłość, jak i pozwoliło uzupełnić niedostatki techniki malarskiej.

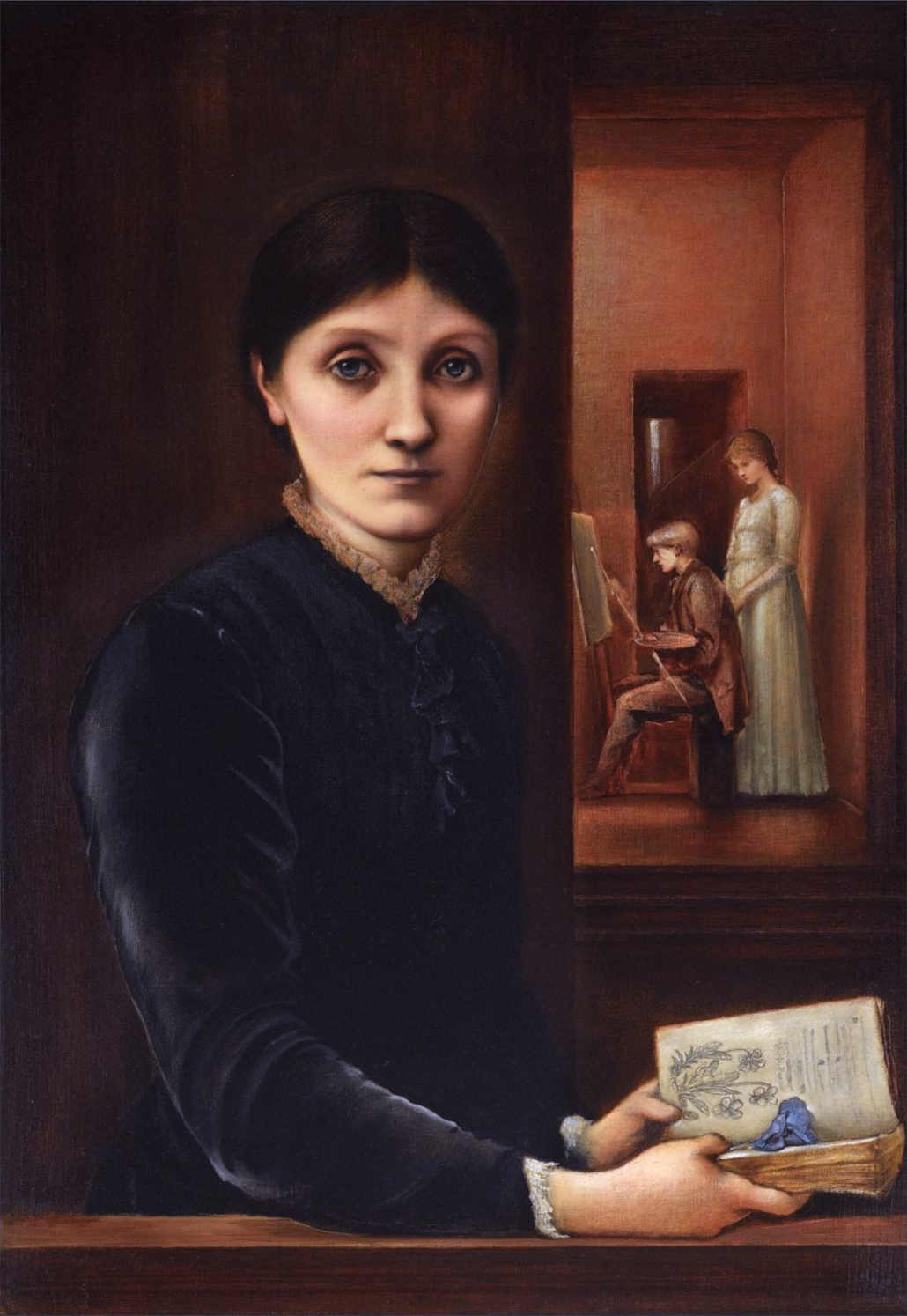
Portret żony z dziećmi (w tle), 1883

Przez większość lat siedemdziesiątych nie wystawiał na skutek fali ataków w prasie oraz kryzysu małżeńskiego wywołanego romansem z modelką Marią Zambaco, którą artystyczne zafascynowanie zakończyło się w atmosferze skandalu (usiłowała popełnić samobójstwo). Przełomowym w jego karierze twórczej okazał się dopiero rok 1877, kiedy wspólnie z czterema innymi artystami (Alma-Tadema, Millais, Leighton, Whistler) zaprezentował swe prace na wystawie urządzonej w londyńskiej antyakademickiej Grosvenor Gallery. Sukces ten w rok później zyskał potwierdzenie na skalę międzynarodową podczas ekspozycji tych prac na Wystawie Powszechnej w Paryżu. Następne dziesięciolecie przyniosło mu renomę największego z żyjących angielskich artystów. W rzeczywistości to on upowszechnił nurt prerafaelicki w kontynentalnej Europie, wyprzedzając w popularności swych nauczycieli i przyjaciół.
W 1880 zakupił letni dom („Prospect House”) w Rottingdean k. Brighton (Sussex), który stał się jego drugą siedzibą. W 1885 wybrano go członkiem Królewskiej Akademii Sztuk Pięknych (RAA). W późnych latach życia tworzył monumentalne kompozycje, wyróżniając się przy tym ogromną aktywnością w innych zakresach (m.in. ilustracje książkowe, projekty wyposażenia wnętrz, nawet scenografie teatralne). Szczytowe powodzenie osiągnął przedstawiając swe prace podczas kolejnej paryskiej Wystawy Powszechnej (1889). W 1894 królowa Wiktoria przyznała mu tytuł baroneta Rottingdean i Grange. Od 1897 był też członkiem belgijskiej Królewskiej Akademii Nauki, Literatury i Sztuki. Mając nadwerężone zdrowie, zmarł w Fulham jako niespełna 65-letni wskutek pogrypowych powikłań. Pochowany w nawie kościoła św. Małgorzaty (Saint Margaret) w Rottingdean.

## Twórczość

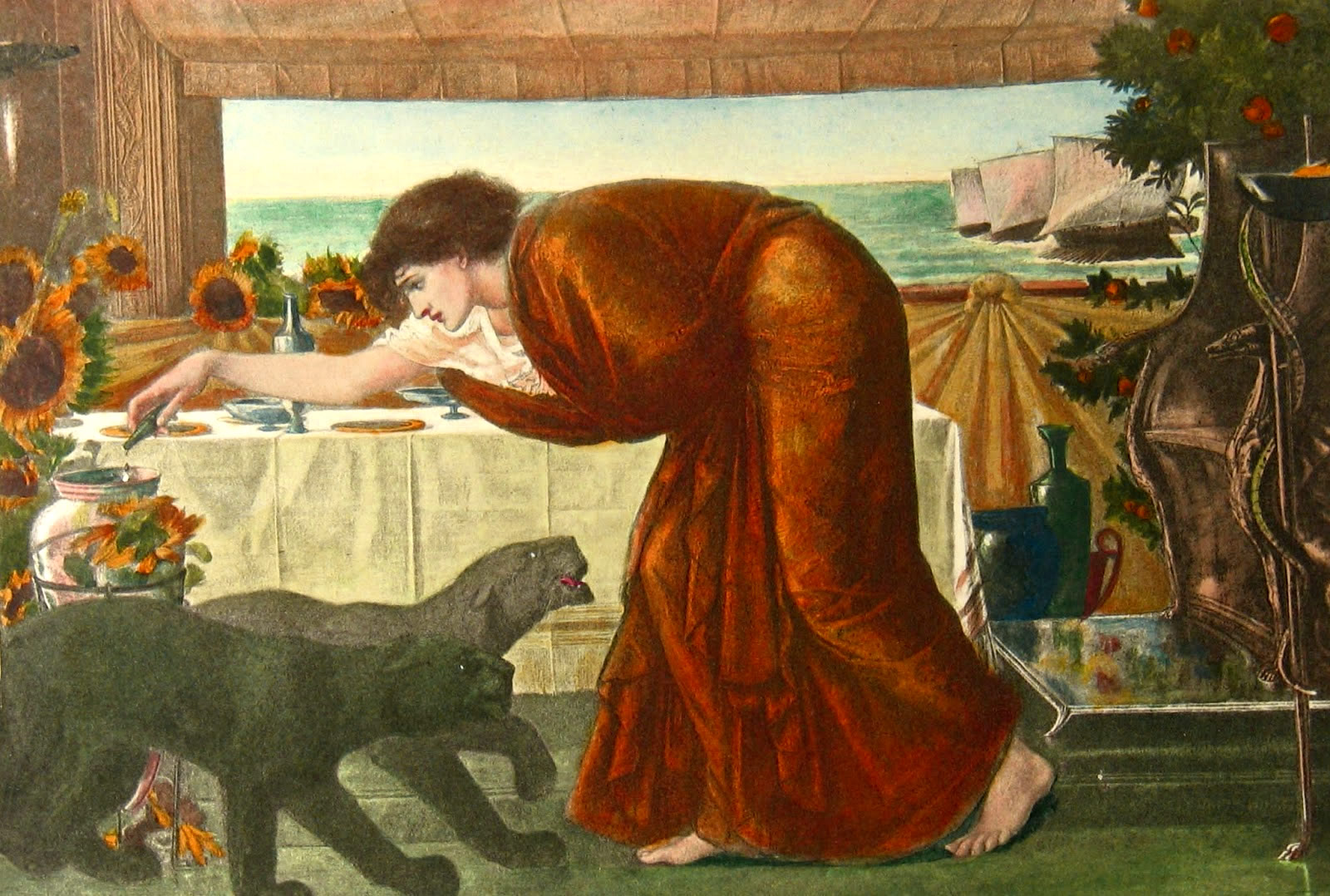
Napój Kirke, 1869

Artystycznie oryginalna, bogata ilościowo i niezwykle zróżnicowana twórczość Burne-Jonesa była wybitnym zjawiskiem nurtu prerafaelityzmu. W początkowym jej okresie zaznaczał się wyraźny wpływ Rossettiego, a technika malarska ograniczała się do akwareli, w których artysta najlepiej wyrażał swe zdolności. Zapowiedzią przejścia do własnej stylistyki była duża akwarela Miłosierny rycerz (1863). Na uwagę zasługuje dwuetapowy proces artystycznego rozwoju Burne-Jonesa, który z prawie nieznanego twórcy odkrywającego swe powołanie w 1855, awansował do roli wyjątkowej powagi brytyjskiej szkoły malarstwa (1877). Po tym pierwszym dwudziestoleciu, mającym charakter przygotowawczy, nastąpiło drugie 20 lat dojrzałej i wytężonej pracy twórczej, kiedy skuteczniej realizował swe pomysły wraz z doskonaleniem sprawności technicznej.

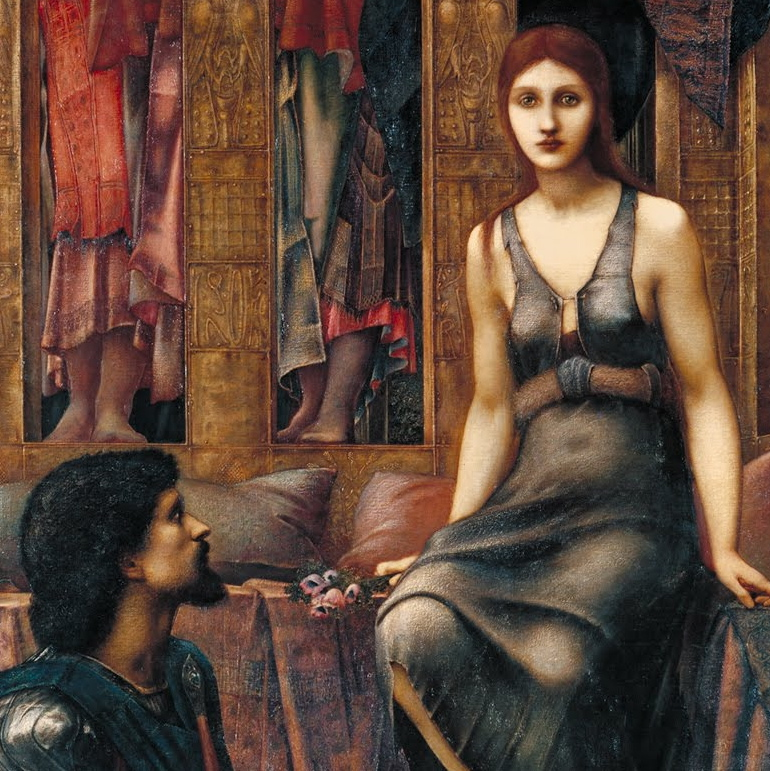
Król Kofetua i żebraczka (fragment), 1884

Cała twórczość artysty pozostawała pod wpływem mistyki europejskiego średniowiecza (zwłaszcza włoskiego i francuskiego), jego legend, epopei, motywów mitycznych i legendarnych (np. cykl legend arturiańskich i o Świętym Graalu). Jednakże w odróżnieniu od reszty prerafaelitów hołdujących epoce wieków średnich, Burne-Jones sięgał później chętnie i do klasycznych motywów antycznych (cykl Perseusz, Pigmalion), do grecko-rzymskiej tematyki mitologicznej (Napój Kirke, Zwierciadło Wenery, Sybilla Delficka). Poza tym znaczną część prac (witraże, freski, obrazy sztalugowe) poświęcił chrześcijańskiej tematyce sakralnej, zazwyczaj czerpiąc ze źródeł biblijnych (Sponsa de Libano, Zwiastowanie, Gwiazda betlejemska) i hagiograficznych (przedstawienia ze św. Jerzym, wizerunki aniołów). Wiele obrazów nosi tytuły łacińskie dla zaakcentowania ducha średniowiecza.
Pod względem technicznym przedstawienia te charakteryzował dekoracyjny linearyzm o płynnych, falistych liniach, z wykorzystaniem w tle licznych motywów roślinnych będących zapowiedzią europejskiej secesji. Stylistycznie są one w większości nacechowane symbolizmem i romantycznym mistycyzmem, które artysta wykorzystywał dla przekazania prawd moralnych. Mistycyzm europejskich romantyków dominuje w większości prac Burne-Jonesa. Symbolizm najsilniej wyrażał się naturalnie w przedstawieniach alegorycznych (Godziny, Muzyka, Noc, Dzień, Wierność). Zauważono, iż w tym kontekście w dziele twórczym Burne-Jonesa można mówić nawet o „symbolicznym spotęgowaniu klasycyzmu”. Zwrócono też uwagę, że szereg jego dzieł zapowiadało nadejście modernizmu.

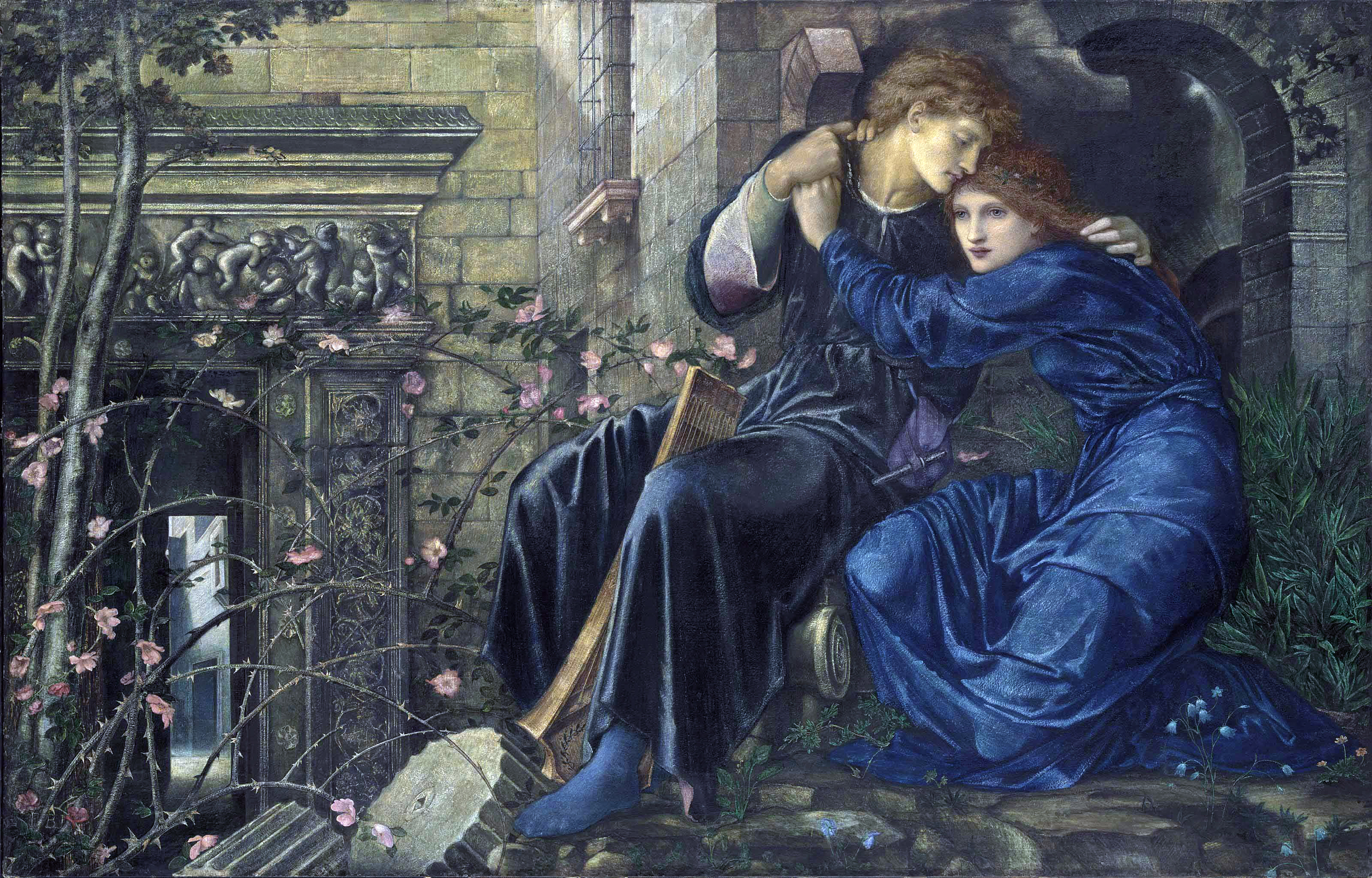
Miłość wśród ruin, 1894

Sam ilościowy dorobek artystyczny jest imponujący, bo obliczany na blisko 200 obrazów wykonanych w rozmaitych technikach oraz co najmniej tysiąc kartonów witrażowych. Poza akwarelami ulubionymi formami wypowiedzi były dla niego bliskie duchowi średniowiecza witraże oraz freski. Obrazów olejnych powstało znacznie mniej i nierzadko były one wersjami wcześniejszych kompozycji akwarelowych (np. Miłość wśród ruin). Wśród nich stosunkowo niewiele jest portretów (np. żony, Marii Zambaco, Saundersa, Morgany Le Fay, Lady Balfour, baronowej Desandes, Katie Lewis). Długi czas powstawania niektórych prac wynikał ze swoistej maniery, jaką było doraźne utrwalanie świeżych pomysłów, a następnie staranne ich wykańczanie w powolnych fazach w czasie późniejszym, niekiedy po latach. Artysta chętnie łączył poszczególne obrazy w serie i cykle osnute wokół zasadniczych motywów, jakimi były miłość, życie i piękno (Legenda o dzikiej róży, Dni stworzenia, Legenda o św. Jerzym i smoku, Pigmalion). Istotną część twórczości stanowiły ilustracje do książek; tworzył także projekty mebli, tkanin (tapiserii, innych obić, haftów), mozaik, kostiumów i dekoracji teatralnych.
Edward Bourne-Jones, który przygotowując się do kariery duchownego, ostatecznie został „kapłanem sztuki”, pod koniec XIX wieku stał się czołową postacią estetyzmu. Pierwotnie naśladowca Rossettiego, rozwinął jego sztukę z nadaniem jej form lepiej przyswajalnych dla powszechnego odbiorcy.
Według jednego z krytyków przedstawiał sobą „mieszaninę gotyckiej duchowości i klasycznego wdzięku spowitą w budzącą powszechny szacunek renesansową szatę”. Inny określił go jako „koronnego świadka estetyzmu, wysubtelnionej dekadencji zmysłów i nowej duchowości symbolizmu”. Na ekspozycji w Grosvenor Gallery uznany został za „przywódcę angielskich malarzy naszych czasów”, stojącego na czele „quasi-klasycznej, na wpół mistycznej szkoły”. Wywarł pewien wpływ na zaprzyjaźnionego z nim belgijskiego symbolistę F. Khnopffa, także na A. Beardsleya we wczesnym okresie tworzenia
O uznaniu roli artysty w rozwoju angielskiego malarstwa i sztuki użytkowej świadczą już kolejne wczesne monografie: Malcolma Bella (1899), Otto von Schleinitza (1901), Fortunée de Lisle (1904), A. Lys Baldry’ego (1910).

## Wybrane prace

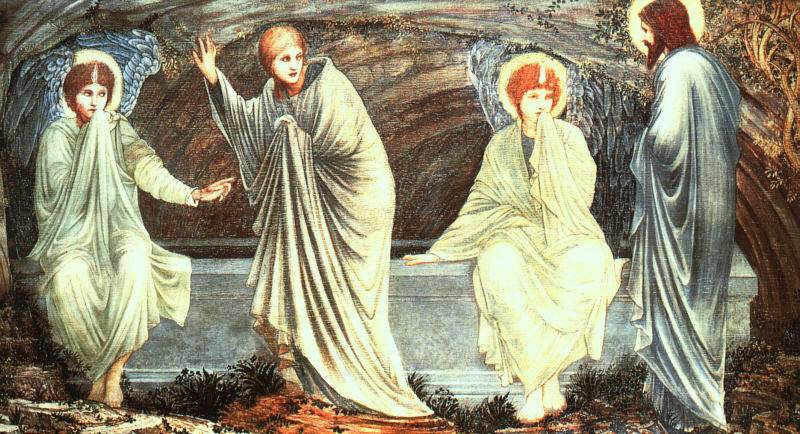
Ranek Zmartwychwstania, 1886

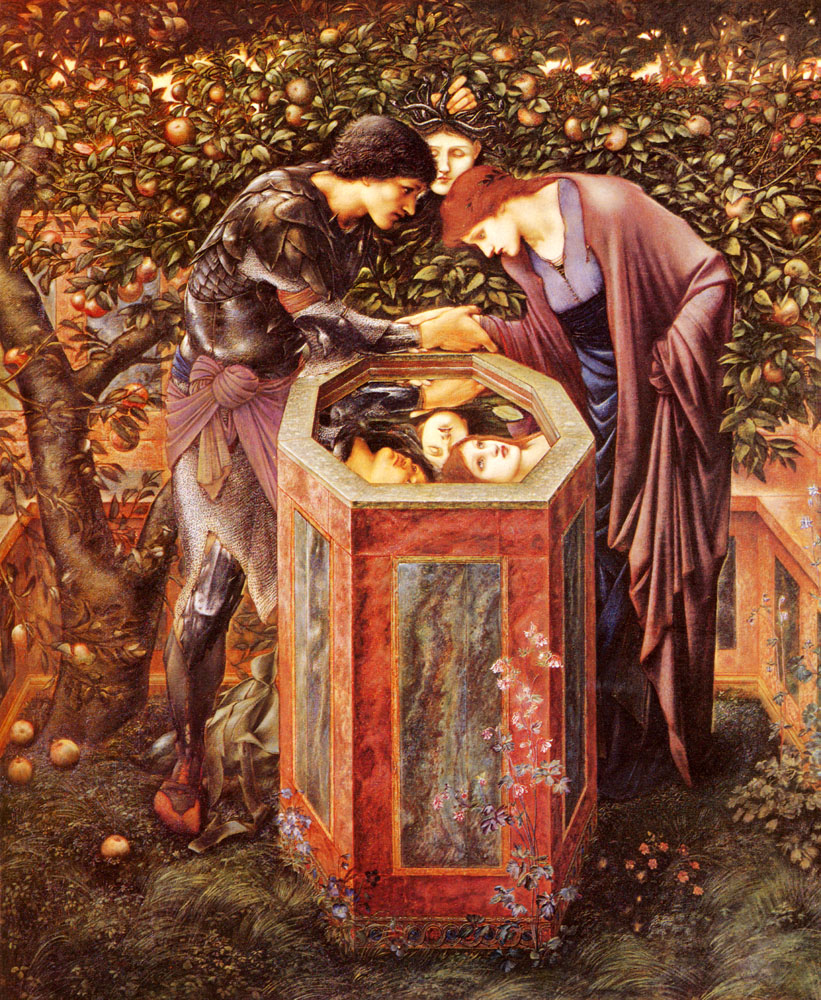
Zgubna głowa, 1887

- Sydonia von Bork, 1860, Tate Britain, Londyn[g]
- Księżniczka Sabra prowadzona do smoka, 1866, kolekcja prywatna
- Astrologia, 1863–1864, kolekcja prywatna
- Pieśń miłości, 1866–1877, Metropolitan Museum of Art, Nowy Jork
- Święty Jerzy zabijający smoka, 1868, Art Gallery of New South Wales, Sydney
- Pochwała Wenus, 1868, Laing Art Gallery, Newcastle on Tyne
- Maria Zambaco, 1870, Clemens Sels Museum, Neuss
- Fyllis i Demofoon, 1870, Birmingham Museum and Art Gallery
- Ogród Hesperyd, 1870–73, zbiory prywatne
- Omamienie Merlina, 1870–1874, Lady Lever Art Gallery, Port Sunlight
- Pan i Psyche, 1872–1874, Fogg Art Museum, Harvard Univ., Cambridge (Mass.)
- Zwierciadło Wenus, 1875, Museu Calouste Gulbenkian, Lizbona
- Złote schody, 1876–1880, Tate Britain
- Młyn, 1882, Victoria and Albert Museum, Londyn
- Król Kofetua i żebraczka, 1884, Tate Britain
- Sybilla Delphica, 1886, Manchester Art Gallery
- Morska głębina, 1887, Fogg Art Museum, Harvard Univ., Cambridge (Mass.)
- Sponsa de Libano (Oblubienica z Libanu), 1891, Walker Art Gallery, Liverpool
- Portret Ignacego J. Paderewskiego (rysunek), 1892, Muzeum Narodowe w Warszawie
- Wieczorny spoczynek (Vespertina Quies), 1893, Tate Britain
- Miłość wśród ruin, 1894, Wolverhampton (Wightwick Manor)
- Opowieść przeoryszy, 1898, Delaware Art Museum, Wilmington